# День, когда пора играть
День, когда пора играть (англ. Worldwide Day of Play) — ежегодное мероприятие на американском кабельном телеканале Nickelodeon, призванное побудить детей и родителей выключить телевизор и поиграть вместе на свежем воздухе. Ежегодное мероприятие официально началось 2 октября 2004 года и транслировалось на всех принадлежащих Paramount детских каналах: Nickelodeon, Nick GAS (до 2007 года), Nick Jr. и TeenNick (оба ранее известны как Noggin и The N), Nicktoons и NickMusic.
Мероприятие было задумано как финал шестимесячной кампании Nickelodeon «Давай просто поиграем» (англ. Let's Just Play). На официальном сайте телеканала также публикуются специальные обучающие ролики и инструкции, позволяющие детям научиться оставаться активными и здоровыми.
С конца 2000-х годов международная версия также транслировалась в Германии, Бенилюксе, Греции, Польше и России.
На данный момент последнее мероприятие было проведено 30 сентября 2023 года после четырëхлетнего перерыва.

## Общее назначение
Мероприятие побуждает детей задуматься о том, чтобы отвлечься от телевизора и быть физически активными. Школам и образовательным организациям также было рекомендовано проводить мероприятия на эту тему.
С 2004 по 2017 год Nickelodeon приостановила вещание всех своих телеканалах — Nickelodeon, Nick Jr., Nicktoons и TeenNick — и веб-сайтов с 12:00 до 15:00, где в списках телетрансляций это событие было указано как «Вне эфира» или «Всемирный день игр», призывая детей “вставать, выходить на улицу и играть”. По словам Viacom, владельца сети Nickelodeon, ожидалось, что миллионы детей и взрослых примут участие в «тысячах мероприятий в десятках стран».
Когда в сентябре завершилась шестимесячная кампания «Давайте просто поиграем», Nickelodeon транслировал финал в последнюю субботу сентября, в «День, когда пора играть». Nickelodeon и его дочерние каналы приостановили вещание на три часа с 12:00 до 15:00 по восточному времени. С 2008 года кампания «Давай просто поиграем» не проводилась, хотя в том году был проведён «День, когда пора играть».
Пятнадцатый «День, когда пора играть» от Nickelodeon состоялся 29 сентября 2018 года, но с того времени телеканал больше не проводил мероприятие. Мероприятие 2019 года было последним мероприятием, которое проводилось до 2023 года.

## Новые эпизоды сериалов Nickelodeon
После возобновления вещания Nickelodeon обычно транслировали марафоны и премьеры сериалов TeenNick, таких, как «Губка Боб Квадратные Штаны». В 2008 году у «Губки Боба Квадратные Штаны», наряду с «Просто Джорданом», «Таком и Силой Джуджу», «Зои 101», «Назад на скотный двор», вышли новые серии, а также состоялась премьера ситкома «АйКарли» и финал игрового шоу «У моей семьи есть мужество». Вслед за 2009 и 2010 годами у «АйКарли», «Тру Джексон» и «Биг Тайм Раш» появились новые эпизоды с включением ребрендинга Nickelodeon. Позже, в 2011 году, вышли в эфир новые эпизоды «АйКарли», «Биг Тайм Раш» и «Supah Ninjas». В 2012 году, перед началом «Дня, когда пора играть», в эфир вышли новые серии «Черепашек-ниндзя» и «Кунг-фу панда: Удивительные легенды», а позже тем же вечером состоялась часовая премьера финальной серии «АйКарли». В 2013 году новые эпизоды мультсериалов «Санджей и Крейг» и «Вторжение кроликов» вышли в эфир до начала мероприятия, а вечером были показаны премьеры «Сэм и Кэт» и «Призраки дома Хатэвэй». В 2014 году перед мероприятием были показаны новые эпизоды «Санджей и Крейг» и «Кормильцев», а также новые эпизоды сериалов «Призраки дома Хатэвэй», «Опасный Генри» и «Никки, Рикки, Дикки и Дон». Вечером были показаны новые серии «Грозной семейки». В 2015 году в этот день в эфир вышли новые серии «Опасного Генри» и «Игроделов». В 2016 году в эфир вышли премьеры новых сезонов тех же сериалов и «Школы Рока». В 2017 и 2018 годах вышли в эфир новые серии тех же сериалов. В 2019 году в эфир вышла 2-я часть последнего сезона «Опасного Генри».

## Выступления
Ко «Дню, когда пора играть» были организованы специальные выступления. Среди гостей была тогдашняя первая леди Мишель Обама. Некоторые из гостей были включены в актëрский состав оригинальных шоу Nickelodeon, включая артистов сериала «Могучие рейнджеры» и «Биг Тайм Раш». Появилось музыкальное шоу «The Fresh Beat Band».

### Комментарии
1. ↑  Оригинальное название — «Всемирный день игр»